# کار اجباری در جریان جنگ جهانی دوم

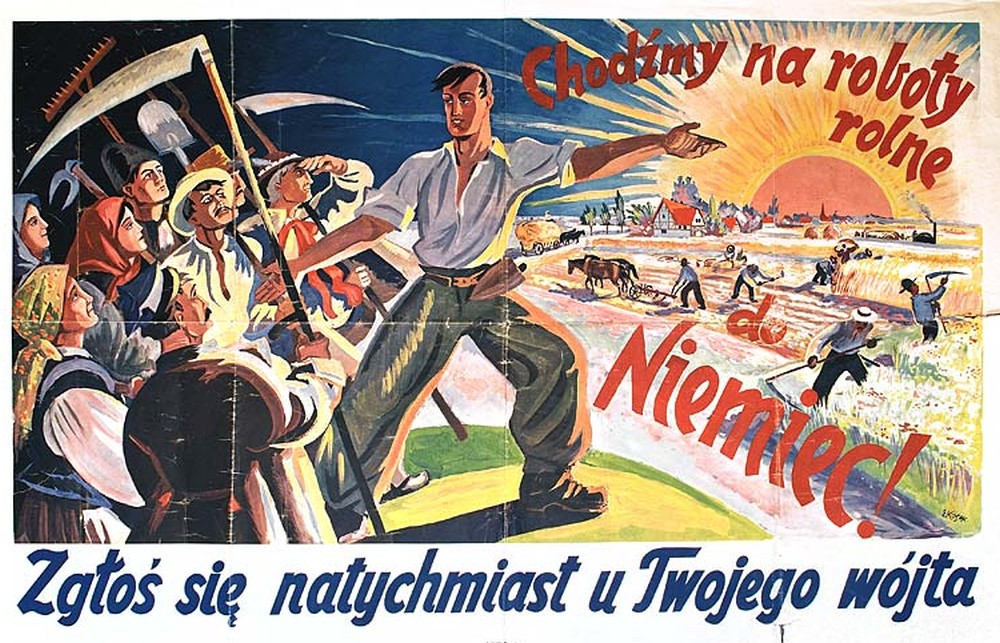
پوستر پروپاگاندای آلمانی به زبان لهستانی:
«بیایید در آلمان کار کشاورزی کنیم. فوراً خود را به نگهبانتان معرفی کنید»

در سرتاسر اروپای در اشغال آلمان در رایش آلمان در مقیاسی بی‌سابقه از کار اجباری استفاده می‌شد. این بخشی اساسی از سوء استفاده اقتصادی آلمان در مناطق فتح شده بود. همچنین منجر به مرگ دسته جمعی مردم در اروپای تحت اشغال آلمان شد.